# Nikita Mandryka

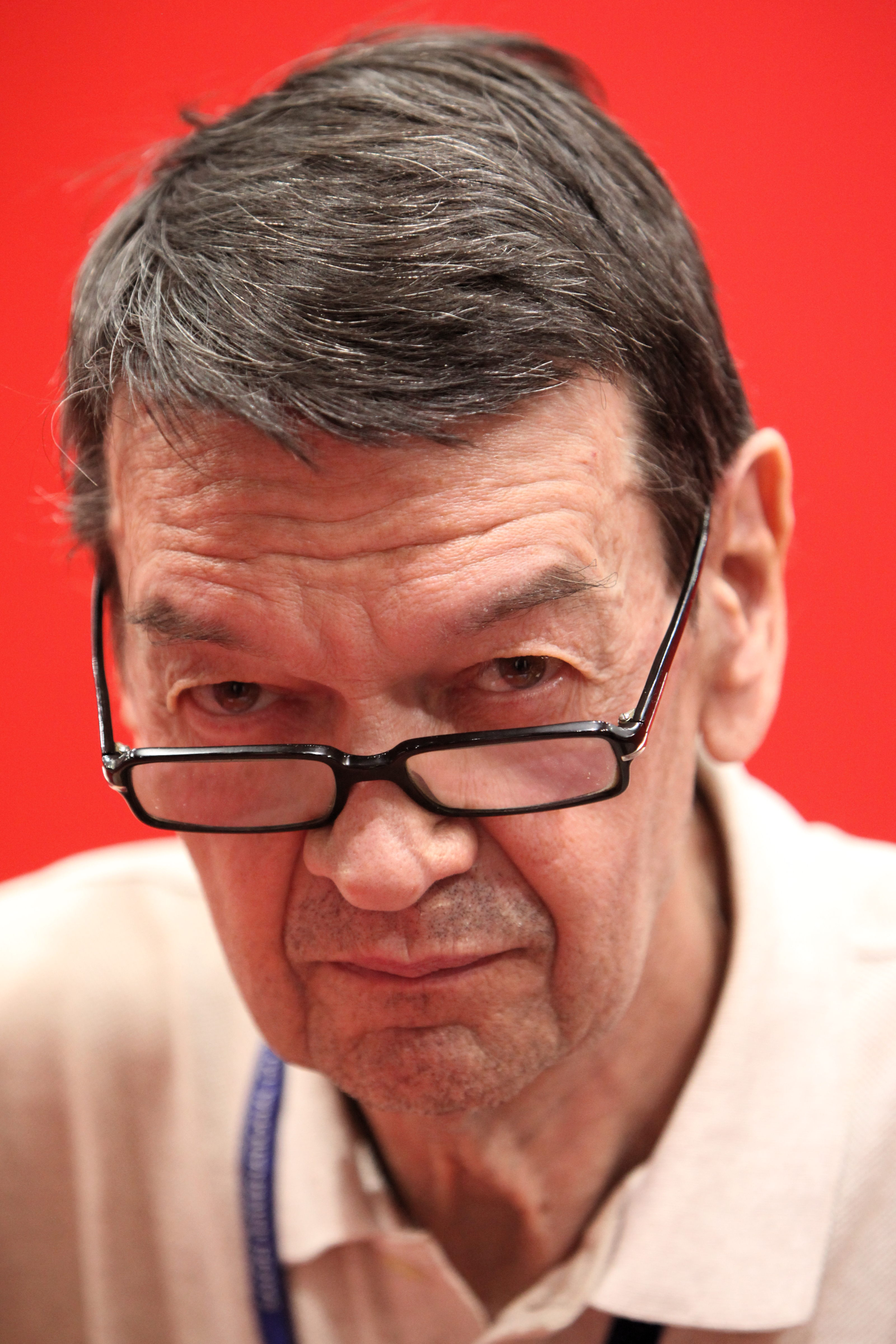
Nikita Mandryka, 2011

Nikita Mandryka (* 20. Oktober 1940 in Bizerte, Tunesien; † 13. Juni 2021 in Genf) war ein französischer Comiczeichner. Er schrieb auch unter den Pseudonymen Kalkus, Nik, Karl Kruss, Calequsse, Calgus und Kilkoz. In Frankreich war er bekannt durch die Serie Concombre Masqué, in der die absurden Abenteuer einer maskierten Gurke erzählt werden, die in einem Kaktusbunker lebt und mit einem Kohlrabi befreundet ist.
Mandryka konnte bereits 1956 einen Comic in einer Zeitschrift veröffentlichen. Seine professionelle Laufbahn begann 1964 mit einer Anstellung bei dem Magazin Vaillant. Ab 1965 zeichnete er für Pilote. Die Ablehnung einer Folge von Concombre Masqué durch den damaligen Chefredakteur René Goscinny führte zum Bruch mit Pilote. Goscinny versagte der Folge, in der die Gurke über zehn Seiten lang Steinen in einem japanischen Garten beim Wachsen zusieht, die Veröffentlichung. Mandryka gründete daraufhin mit Claire Bretécher und Gotlib das Magazin L’Écho des Savanes. 1979 wurde er Chefredakteur des Magazins Charlie mensuel, das wie Pilote bei Dargaud erschien. 1984 übernahm er die Redaktion bei Pilote.
In deutscher Sprache erschien ab 1997 bei Carlsen Der Planet ohne Erinnerung, eine Reihe von Massimiliano Frezzato, zu der Mandryka den Text beisteuerte.

## Auszeichnungen
Mandryka erhielt 1994 den Grand Prix de la Ville d’Angoulême auf dem Festival International de la Bande Dessinée d’Angoulême.
Der Asteroid (157747) Mandryka ist nach ihm benannt.

## Werke
- 1956 Prosper, Habitant de la Planète Farce
- 1964 Concombre Masqué
- 1967 Les Minuscules
- 1969  Ailleurs
- 1970 Tranches de Vie (mit Gotlib)
- 1970 Clopinettes (mit Gotlib)
- 1972 Les Aventures génitales de Bitoniot
- 1974 Le Type au Reuri
- 1993 Antoine, Camille et Bismuth
- 1995 Les Aventures Galactiques de Roger Bacon